# Succès sans lendemain
 (janvier 2024).
- Si vous ne connaissez pas le sujet, laissez ce bandeau (vous pouvez alors contacter les auteurs).
- Si vous supprimez le contenu mis en cause (vous pouvez préalablement contacter les auteurs),

argumentez précisément cette suppression dans la page de discussion
(un manque de référence n'est pas un argument ; une recherche réelle de référence doit avoir été effectuée, être formellement documentée).
 (octobre 2020).
Si vous disposez d'ouvrages ou d'articles de référence ou si vous connaissez des sites web de qualité traitant du thème abordé ici, merci de compléter l'article en donnant les références utiles à sa vérifiabilité et en les liant à la section « Notes et références ».

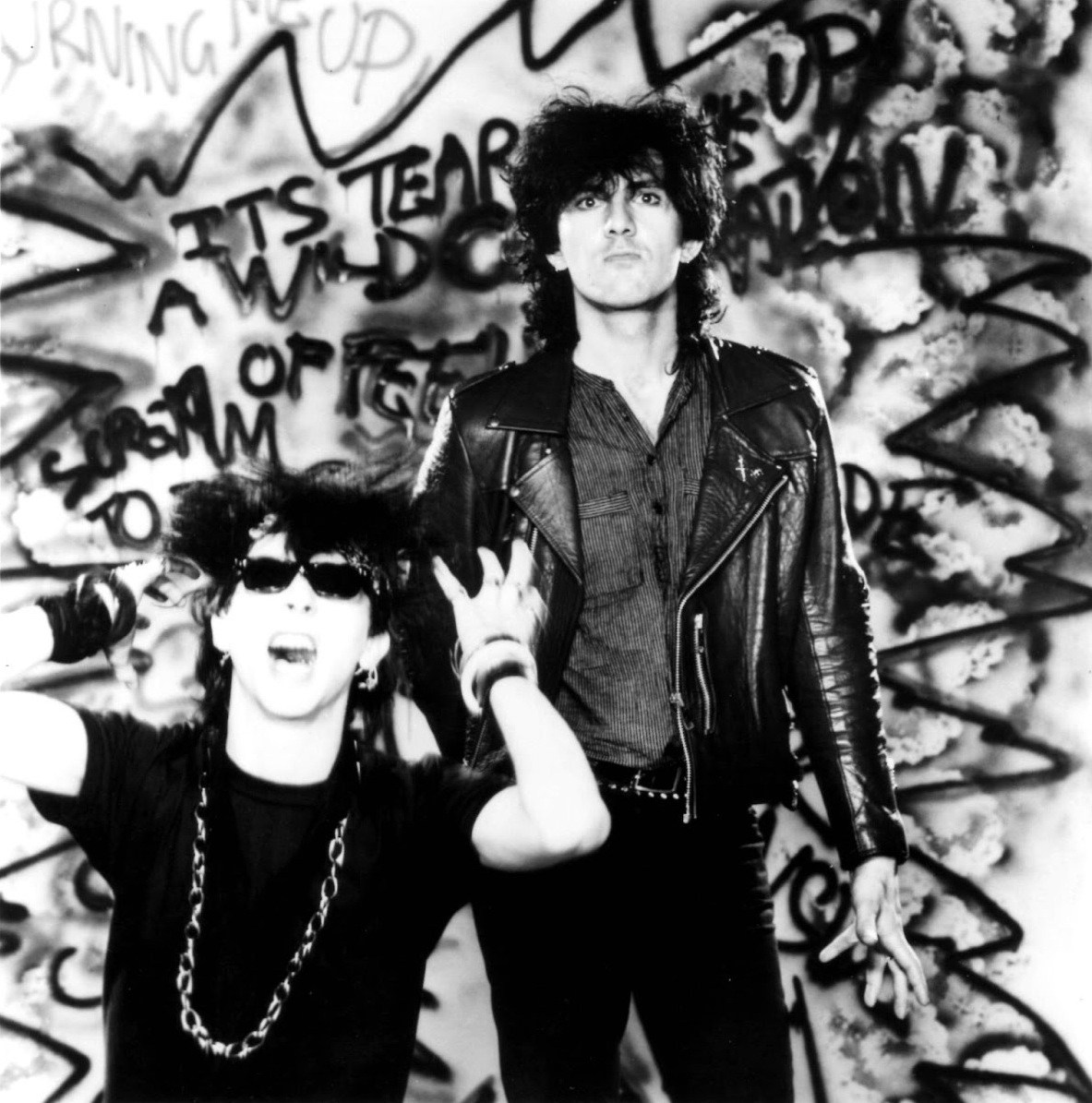
Soft Cell est connu pour son succès sans lendemain.

Un succès sans lendemain, ou tube unique, est une chanson ayant connu un grand succès populaire, interprétée par un artiste (chanteur, chanteuse ou groupe de musique) n'ayant jamais connu d'autre véritable succès dans sa carrière. Quant à l'expression en anglais one-hit wonder, elle s'applique, au sens strict, à l'artiste, alors que l'expression en français « succès sans lendemain » ne s'applique qu'à la chanson. On parle alors d'« interprète d'un succès sans lendemain » ou de « chanteur d'un seul tube ».
Plus rarement, l'expression peut s'employer dans d'autres domaines comme la littérature, le sport ou le cinéma, mais son usage renvoie habituellement à la musique populaire.

## Historique
Des succès sans lendemain sont apparus à différentes époques, mais certains courants musicaux y sont particulièrement associés, comme le disco, la dance ou le tube de l'été.
Un chanteur français a réussi à avoir, à deux reprises, un « tube unique », quoique sous deux pseudonymes différents. En 1962, Billy Bridge importe le madison en France avec Le grand M. Puis, en 1971, sous le pseudonyme de Black Swan, il vend un million d'exemplaires de sa chanson en anglais Echoes and Rainbows[réf. nécessaire].
En 2002, la chaîne musicale câblée américaine VH1 a présenté une émission spéciale, The 100 Greatest One-Hit Wonders,  consacrée aux « interprètes qui ont marqué l'histoire de la musique avec une seule chanson ».

## Liste de succès sans lendemain et de leurs interprètes
Classement des titres par ordre chronologique des sorties ou de leur arrivée dans les hit-parades.

### Français

#### Années 1960
| Année | Interprète            | Titre                       |
| 1962  | Pierre Perrin         | Un clair de lune à Maubeuge |
| 1969  | Jean-François Michael | Adieu jolie Candy           |

#### Années 1970
| Année | Interprète              | Titre                                 |
| 1974  | Claude-Michel Schönberg | Le premier pas                        |
| 1976  | Ève Brenner             | Le matin sur la rivière               |
| 1977  | Rémy Bricka             | La vie en couleur                     |
| 1977  | Jodie Foster            | Je t'attends depuis la nuit des temps |
| 1979  | Patrick Hernandez       | Born to Be Alive                      |
| 1979  | Sim & Patrick Topaloff  | Où est ma ch'mise grise               |

#### Années 1980
| Année | Interprète                                  | Titre                                 |
| 1980  | Sophie & Magaly                             | Papa Pingouin                         |
| 1980  | Fabrice Bernard                             | La faute à Voltaire                   |
| 1980  | Nazaré Pereira                              | La marelle                            |
| 1981  | J.J. Lionel                                 | La Danse des canards                  |
| 1981  | Janic Prévost                               | J'veux d'la tendresse                 |
| 1981  | Pit et Rik                                  | La cicrane et la froumi               |
| 1981  | Patrick Coutin                              | J'aime regarder les filles            |
| 1981  | Martine Clémenceau                          | Solitaire                             |
| 1982  | F. R. David                                 | Words                                 |
| 1982  | Philippe Timsit                             | Henri, Porte des Lilas                |
| 1982  | Chagrin d'amour                             | Chacun fait (c'qui lui plaît)         |
| 1982  | Belgazou                                    | Talk about it                         |
| 1982  | Élégance                                    | Vacances j'oublie tout                |
| 1982  | Gérard Layani                               | Emeline                               |
| 1982  | Natali Kaufmann                             | Envie de traîner avec toi             |
| 1983  | Koeur's                                     | Elodie                                |
| 1983  | Bandolero                                   | Paris Latino                          |
| 1983  | Bruna Giraldi                               | Il y a de l'amour dans l'air          |
| 1984  | Bernard Menez                               | Jolie poupée                          |
| 1984  | Cookie Dingler                              | Femme libérée                         |
| 1984  | Peter et Sloane                             | Besoin de rien, envie de toi          |
| 1984  | Laroche Valmont                             | T'as le look, coco                    |
| 1984  | Vivien Savage                               | La P'tite Lady                        |
| 1984  | Les Coco Girls                              | Ce mec est too much                   |
| 1985  | Sweet People                                | Adieu et bonne chance                 |
| 1985  | Bibie                                       | Tout doucement                        |
| 1985  | Jean-Jacques Lafon                          | Le géant de papier                    |
| 1985  | Serge Delisle                               | Germaine                              |
| 1985  | Noé Willer                                  | Toi, femme publique                   |
| 1985  | Bruno Grimaldi                              | Retour de manivelle                   |
| 1985  | Partenaire particulier                      | Partenaire particulier                |
| 1986  | Stéphanie, Sandrine et les enfants de Bondy | Les bisous des bisounours             |
| 1986  | Caroline Grimm                              | La vie sans toi                       |
| 1986  | Sabine Paturel                              | Les Bêtises ,                         |
| 1986  | Sandra Kim                                  | J'aime la vie                         |
| 1986  | Arnold Turboust feat. Zabou                 | Adélaïde                              |
| 1986  | Caroline Loeb                               | C'est la ouate                        |
| 1986  | Les Ablettes                                | Jackie s'en fout                      |
| 1986  | Luna Parker                                 | Tes états d'âme... Éric               |
| 1986  | Philippe Russo                              | Magie noire                           |
| 1986  | Desireless                                  | Voyage, Voyage                        |
| 1987  | Philippe Cataldo                            | Les Divas du dancing                  |
| 1987  | Licence IV                                  | Viens boire un p'tit coup à la maison |
| 1987  | Kazero                                      | Thaï na na                            |
| 1987  | Robert Farel                                | Les petits boudins                    |
| 1987  | Pijon                                       | Cache cache party                     |
| 1987  | Marijosé Alie                               | Caressé mwen                          |
| 1987  | Léopold Nord et Vous                        | C'est l'amour                         |
| 1987  | Blues Trottoir                              | Un soir de pluie                      |
| 1987  | Christine Roque                             | Premiers frissons d'amour             |
| 1987  | Graziella de Michele                        | Pull-over blanc                       |
| 1987  | Éric Morena                                 | Oh ! Mon bateau                       |
| 1987  | Animo                                       | Des gens stricts                      |
| 1988  | Les Calamités                               | Vélomoteur                            |
| 1988  | Les Porte-Mentaux                           | Elsa Fräulein                         |
| 1988  | Shona                                       | Elodie, mon rêve                      |
| 1988  | Tristan                                     | Bonne bonne humeur ce matin           |
| 1988  | À cause des garçons                         | À cause des garçons                   |
| 1988  | Claudia Phillips and the Kicks              | Quel souci La Boétie !                |
| 1988  | Début de soirée                             | Nuit de folie ,                       |
| 1988  | Paco                                        | Amor de mis amores                    |
| 1988  | Sandy Stevens                               | J'ai faim de toi                      |
| 1988  | Thierry Mutin                               | Sketch of Love                        |
| 1988  | Patsy                                       | Liverpool                             |
| 1989  | Caroline Legrand                            | J'aurais voulu te dire                |
| 1989  | Jean-Pierre François                        | Je te survivrai                       |
| 1989  | Lova Moor                                   | Et je danse                           |
| 1989  | Linda William                               | Traces                                |
| 1989  | Daniel Lanois                               | Jolie Louise                          |
| 1989  | Philippe Swan                               | Dans ma rue                           |
| 1989  | Atlantique                                  | Poussée par le vent                   |
| 1989  | Ivanov                                      | Les Nuits sans soleil                 |

#### Années 1990
| Année | Interprète              | Titre                                     |
| 1991  | Amina                   | C'est le dernier qui a parlé qui a raison |
| 1991  | Sara Mandiano           | J'ai des doutes                           |
| 1993  | Regg'Lyss               | Mets de l'huile                           |
| 1996  | Mad in Paris            | Paris a le blues                          |
| 1996  | Doriand                 | Au diable le paradis                      |
| 1996  | Jane Fostin             | La Taille de ton amour                    |
| 1997  | La Bande du Carré Blanc | Nous C Nous                               |
| 1998  | Nomads                  | Yakalelo                                  |
| 1998  | Les Bleu Blanc Rouge    | Champions du monde !                      |
| 1998  | Stardust                | Music Sounds Better with You              |
| 1998  | Allan Theo              | Emmène-moi                                |
| 1999  | Norma Ray               | Tous les maux d'amour                     |
| 1999  | Moos                    | Au nom de la rose                         |
| 1999  | Lena Kann               | Tous les cris les SOS                     |

#### Années 2000
| Année | Interprète   | Titre          |
| 2000  | Yannick      | Ces soirées-là |
| 2001  | Kelly Joyce  | Vivre la vie   |
| 2001  | Sully Sefil  | J'voulais      |
| 2002  | Whatfor      | Plus haut      |
| 2003  | Linkup       | Mon étoile     |
| 2006  | La Plage     | Coup de boule  |
| 2009  | Helmut Fritz | Ça m'énerve    |

### Internationaux

#### Années 1950
| Année | Interprète   | Titre              |
| 1959  | Vince Taylor | Brand New Cadillac |

#### Années 1960
| Année | Interprète       | Titre                                         |
| 1962  | Dick Dale        | Misirlou                                      |
| 1963  | The Kingsmen     | Louie Louie                                   |
| 1966  | Percy Sledge     | When a Man Loves a Woman                      |
| 1966  | Édouard Khil     | Я очень рад, ведь я наконец возвращаюсь домой |
| 1969  | Gershon Kingsley | Popcorn                                       |

#### Années 1970
| Année | Interprète        | Titre                       |
| 1970  | Mungo Jerry       | In the Summertime           |
| 1974  | Carl Douglas      | Kung Fu Fighting            |
| 1975  | Teach-In          | Ding-A-Dong                 |
| 1975  | Shirley & Co      | Shame, Shame, Shame         |
| 1975  | Black Blood       | A I E                       |
| 1976  | Jeanette          | Porque te vas               |
| 1976  | Kelly Marie       | Who's That Lady With My Man |
| 1977  | Ram Jam           | Black Betty                 |
| 1977  | Jennifer          | Do it For Me                |
| 1977  | Rod McKuen        | Amor Amor                   |
| 1977  | Claudia Cardinale | Love Affair,                |
| 1978  | Gerry Rafferty    | Baker Street                |
| 1978  | The Motors        | Airport                     |
| 1978  | Luisa Fernandez   | Lay Love on You             |
| 1979  | Anita Ward        | Ring My Bell                |
| 1979  | Lene Lovich       | Lucky Number                |
| 1979  | The Knack         | My Sharona                  |
| 1979  | The Buggles       | Video Killed the Radio Star |

#### Années 1980
| Année | Interprète            | Titre                              |
| 1980  | Five Letters          | Ma Keen dawn                       |
| 1980  | Johnny Logan          | What's Another Year                |
| 1980  | The Korgis            | Everybody's Got to Learn Sometime  |
| 1980  | Visage                | Fade to Grey                       |
| 1981  | Soft Cell             | Tainted Love                       |
| 1981  | Richard Sanderson     | Reality                            |
| 1981  | Aneka                 | Japanese Boy                       |
| 1981  | Oscar Benton          | Bensonhurst Blues                  |
| 1982  | Toni Basil            | Mickey                             |
| 1982  | Vanity Six            | Nasty Girl                         |
| 1982  | Cook da Books         | Your Eyes                          |
| 1982  | Louise Tucker         | Midnight Blue                      |
| 1982  | Trio                  | Da Da Da                           |
| 1982  | Ph. D.                | I Won't Let You Down               |
| 1982  | Joanna Wyatt          | Stupid Cupid                       |
| 1982  | Frida                 | I Know There's Something Going On  |
| 1982  | Quarterflash          | Harden My Heart (en)               |
| 1982  | Icehouse              | Hey Little Girl                    |
| 1982  | New Jersey Connection | Love Don't Come Easy               |
| 1982  | Nick Straker Band     | Straight Ahead                     |
| 1982  | Bon Rock              | Searching Rap                      |
| 1982  | Chéri                 | Murphy's Law                       |
| 1982  | Boys Town Gang        | Can't Take My Eyes Off You         |
| 1983  | Men Without Hats      | The Safety Dance                   |
| 1983  | The British Colony    | Have You Ever Seen Me Dancin'      |
| 1983  | Michael Sembello      | Maniac                             |
| 1983  | The Weather Girls     | It's Raining Men                   |
| 1983  | Time Bandits          | I'm Specialized in You             |
| 1983  | Freeez                | I.O.U.                             |
| 1983  | Gazebo                | I Like Chopin                      |
| 1983  | Ryan Paris            | Dolce vita                         |
| 1983  | Laid Back             | White Horse (en)                   |
| 1984  | Rockwell              | Somebody's Watching Me             |
| 1984  | Evelyn Thomas         | High Energy                        |
| 1984  | Lune de miel          | Paradise Mi Amor                   |
| 1984  | Band Aid              | Do They Know It's Christmas?       |
| 1984  | Opus                  | Live Is Life                       |
| 1985  | Chaz Jankel           | Number 1                           |
| 1985  | Moon Ray              | Comanchero                         |
| 1985  | Opus                  | Live Is Life                       |
| 1985  | Stargo                | Live Is Life                       |
| 1985  | Scotch                | Take Me Up                         |
| 1985  | Kazino                | Around My Dream                    |
| 1985  | Silver Pozzoli        | Around My Dream                    |
| 1985  | Baltimora             | Tarzan Boy                         |
| 1985  | Topo & Roby           | Under the Ice                      |
| 1986  | Double                | The Captain of Her Heart           |
| 1986  | Fake                  | Brick                              |
| 1986  | Stacey Q              | Two of Hearts                      |
| 1987  | MARRS                 | Pump Up the Volume                 |
| 1987  | Gregory Abbott        | Shake you down                     |
| 1987  | Los Lobos             | La Bamba                           |
| 1987  | Living in a Box       | Living in a Box                    |
| 1987  | Mint Juleps           | Every Kinda People                 |
| 1988  | Ofra Haza             | Im Nin'alu                         |
| 1988  | Jevetta Steele        | Calling You                        |
| 1988  | 49ers                 | Die Walküre                        |
| 1988  | Bobby McFerrin        | Don't Worry, Be Happy              |
| 1988  | Fat Boys              | The Twist                          |
| 1988  | Karoline Krüger       | You call it love (BOF L'Étudiante) |
| 1988  | Sam Brown             | Stop!                              |

#### Années 1990
| Année | Interprète         | Titre                    |
| 1990  | Gerardo (en)       | Rico Suave               |
| 1990  | Vanilla Ice        | Ice Ice Baby             |
| 1991  | Right Said Fred    | I'm Too Sexy             |
| 1992  | Snow               | Informer (en)            |
| 1992  | Ten Sharp          | You                      |
| 1992  | Tasmin Archer      | Sleeping Satellite       |
| 1992  | Charles & Eddie    | Would I lie to you?      |
| 1993  | The Connells       | '74-'75                  |
| 1993  | M People           | Moving on Up             |
| 1993  | Soul Asylum        | Runaway Train            |
| 1993  | Crash Test Dummies | Mmm Mmm Mmm Mmm          |
| 1993  | Haddaway           | What Is Love             |
| 1993  | Iz                 | Over the Rainbow         |
| 1994  | Stiltskin          | Inside                   |
| 1994  | Meat Puppets       | Backwater                |
| 1994  | Gun                | Word Up!                 |
| 1994  | Mo-Do              | Eins, Zwei, Polizei (en) |
| 1995  | Fool's Garden      | Lemon Tree               |
| 1995  | Tripping Daisy     | I Got a Girl             |
| 1995  | Joan Osborne       | One of Us                |
| 1996  | OMC                | How Bizarre              |
| 1996  | Babylon Zoo        | Spaceman                 |
| 1996  | Los del Río        | Macarena                 |
| 1997  | White Town         | Your Woman               |
| 1997  | Aqua               | Barbie Girl              |
| 1998  | Jennifer Paige     | Crush                    |
| 1998  | Liquido            | Narcotic                 |
| 1998  | Eiffel 65          | Blue (Da Ba Dee)         |
| 1999  | Smash Mouth        | All Star                 |

#### Années 2000
| Année | Interprète      | Titre                  |
| 2000  | Baha Men        | Who Let the Dogs Out?  |
| 2000  | Modjo           | Lady (Hear Me Tonight) |
| 2001  | Titiyo          | Come Along             |
| 2001  | Caramell        | Caramelldansen         |
| 2002  | Las Ketchup     | Aserejé                |
| 2002  | Vanessa Carlton | A Thousand Miles       |
| 2004  | O-Zone          | Dragostea din tei      |
| 2004  | Günther         | Ding Dong Song         |
| 2007  | Soulja Boy      | Crank That             |
| 2009  | Owl City        | Fireflies              |
| 2009  | Bag Raiders     | Shooting Stars         |

#### Années 2010
| Année | Interprète            | Titre                                |
| 2010  | Edward Maya           | Stereo Love                          |
| 2011  | Carly Rae Jepsen      | Call Me Maybe                        |
| 2011  | Rebecca Black         | Friday                               |
| 2011  | Gusttavo Lima         | Balada                               |
| 2011  | Liviu Hodor           | Sweet Love                           |
| 2011  | Lykke Li              | I Follow Rivers (The Magician Remix) |
| 2011  | Michel Telo           | Ai, Se eu te Pego                    |
| 2012  | Psy                   | Gangnam Style                        |
| 2012  | Baauer                | Harlem Shake                         |
| 2012  | Morgana Giovannetti   | II Pulcino Pio                       |
| 2012  | Tacabro               | Tacata'                              |
| 2013  | Alex Hepburn          | Under                                |
| 2013  | Stone & Van Linden    | Summerbreeze                         |
| 2013  | Robin Thicke          | Blurred Lines                        |
| 2013  | Naughty Boy           | La La La                             |
| 2013  | Gotye                 | Somebody That I Used to Know         |
| 2013  | Ylvis                 | The Fox (What Does the Fox Say?)     |
| 2014  | Rebel & Sidney Housen | Black Pearl (He’s a Pirate)          |
| 2014  | OMI                   | Cheerleader                          |
| 2015  | Silentó               | Watch Me (Whip Nae Nae)              |
| 2015  | Desiigner             | Panda                                |
| 2016  | Charly Black          | Gyal You A Party Animal              |
| 2017  | MC Fioti              | Bum Bum Tam Tam                      |
| 2017  | Kirin J Callinan      | Big Enough                           |
| 2018  | El Chombo             | Dame tu cosita                       |
| 2018  | Dan Bălan             | Numa Numa 2                          |